# Within
Within és una empresa tecnològica amb seu a Los Angeles que crea, adquireix i distribueix experiències i productes prèmium d'RA, RV i XR (X Reality) a través de web, mòbils, consoles i auriculars.

## Història
Originalment anomenat Vrse, Within va ser fundat el 2014 per Chris Milk i Aaron Koblin, creador de l'equip Data Arts de Google. La companyia ha produït i distribuït algunes de les obres més importants de la realitat virtual i augmentada, inclosos Clouds Over Sidra, en col·laboració amb les Nacions Unides (2015), Lambchild Superstar (2017), codirigit per Milk i Damien Kulash de OK Go i, l'aplicació de lectura de realitat augmentada per a nens, Wonderscope (2018). L’abril de 2020, després de dos anys en desenvolupament, Within va llançar el seu producte més innovador fins ara, Supernatural, un servei de realitat virtual de fitness, salut i benestar a casa, que combina entrenadors reals amb exercicis de ritme, situats enmig de les ubicacions més boniques del món. El 2020, Within va ser nomenada una de les empreses més innovadores de FastCompany i, Supernatural va ser nomenada la "Millor aplicació" en els premis Innovation by Design Awards de FastCompany 2020. El 2016, la companyia va anunciar que havia recaptat una ronda de finançament de 12,56 milions de dòlars, dirigida per Andreessen Horowitz i el 2017, Within va anunciar que havia recaptat una ronda de finançament de la sèrie B de 40 milions de dòlars liderada per Temasek i Emerson Collective.

### Inversors
El 16 de juny de 2016, Vrse va canviar la marca a Within i va obtenir una ronda de la sèrie A de 12,65 milions de dòlars liderada per Andreessen Horowitz, amb la participació de 21st Century Fox, WME, Tribeca Enterprises, Annapurna Pictures, Vice i Freelands Ventures. Entre els inversors actuals hi ha Andreessen Horowitz, Temasek, Emerson Collective, 21st Century Fox, Raine Ventures, WME, Live Nation, Vice Media, Tribeca Enterprises, Annapurna Pictures, i Legendary Pictures.

## Producte
L'aplicació VR de Within admet tots els tipus d'auriculars principals, inclosos Oculus Rift, Oculus Recerca, Samsung VR d'Engranatge, HTC Vive, Sony PlayStation®VR, i Google Daydream, i està disponible a iOS App Store, Google Play, Steam i Oculus Store. El contingut de l’amfitrió és compatible amb sistemes operatius iOS i Android i accessible amb iPhone, telèfons Android, Google Cardboard, Samsung Gear VR, HTC Vive, Oculus Quest i Oculus Rift.
Within s’ha associat amb The New York Times, NBC, VICI, Nacions Unides, U2, Annapurna Pictures, Conservation International, TOMS, Charity: Water i Apple per produir i distribuir contingut.

## Premis
Within va ser nomenada l'aplicació de RV número 1 per a iOS per Apple Insider, que la va mostrar com a "Millor aplicació nova" a iTunes i és l'aplicació cinematogràfica de RV més baixada i amb millor puntuació per Google Cardboard.
Les pel·lícules de Within en RV van ser seleccionades per al Festival de Cinema de Tribeca i triades pel Festival de Cinema de Sundance, respectivament, tant el 2015 com el 2016. Amb la pel·lícula de, The Displaced, Within va guanyar el premi Most Next Award als Premis AICP del 2016 i al Cannes de 2016 el premi Lions Grand Prix en la categoria d'entreteniment. El SNL40 VR special del fundador Chris Milk va guanyar el premi a la millor pel·lícula i vídeo en línia als premis Webby 2016. Clouds Over Sidra de Milk va guanyar la categoria interactiva als Sheffield Doc/Fest Awards 2015. El 2020 Within va ser nomenada una de les empreses més innovadores de Fast Company i l'aplicació Supernatural de Within va guanyar el premi a la "Millor aplicació" als premis Innovation by Design Awards de FastCompany 2020.

## Competidors
- YouTube
- Jaunt VR
- VeeR VR